# Bonnetia lanceifolia
Bonnetia lanceifolia är en tvåhjärtbladig växtart som beskrevs av Clarence Emmeren Kobuski. Bonnetia lanceifolia ingår i släktet Bonnetia och familjen Bonnetiaceae. Inga underarter finns listade i Catalogue of Life.